# Mont-Terrible
Het departement (van de) Mont-Terrible was een Frans departement met als hoofdstad Porrentruy in het huidige Zwitserse kanton Jura. De mont terrible of "vreselijke berg" die zijn naam gaf aan het gebied heet nu de Mont Terri.
Het departement werd opgericht op 23 maart 1793 bij de annexatie van de Rauraakse Republiek, die op 27 november 1792 uitgeroepen was in een deel van het prinsbisdom Bazel. In 1797 werd het oude graafschap Montbéliard aan het departement toegevoegd; voordien was dat opgenomen geweest in het departement Haute-Saône.
Het departement Mont-Terrible werd weer opgeheven in 1800 en volledig opgenomen in het departement Haut-Rhin, waarin het twee arrondissementen vormde, Delémont en Porrentruy.
In 1815 werd hetzelfde gebied opnieuw verdeeld tussen het Franse departement Doubs en het Zwitserse kanton Bern (in 1979 werd dit Franstalige gebied een apart kanton Jura).
- Historisch woordenboek van Zwitserland: 008642
- Virtual International Authority File: 437144783199421996488